# 濟州人
濟州人（：／ Jeju-in */?），是朝鮮民族的分支或獨立的朝鮮語系民族，人口約六十萬人，主要生活在韓國濟州特別自治道。

## 歷史

### 起源
自新石器時代初期（大約10,000至8,000年前）以來，現代人類已經生活在濟州島上。據三姓神話，三姓穴出現了半神，據說它位於漢拏山的北坡上，成為了建立耽羅王國的濟州人的祖先。
亚历山大·沃文在2013年指出，耽羅（탐라）用日語可以將其解釋為谷村（たにむら）或民村（たみむら）。因此沃文得出結論認為，在15世紀之前的某個時候，日琉語系民族曾出現在濟州島，然後被朝鮮語系民族取代。

### 耽羅
耽羅王國的建立或早期歷史沒有任何歷史記錄。
耽羅王國建立後，在公元一世紀，耽羅人開始積極與百濟和新羅，漢代中國和彌生時代的日本，東南亞三佛齊和南印度的朱羅王朝進行貿易。後來，耽羅成為百濟和新羅的附屬國。

### 高麗入侵
耽羅在新羅935年亡國後短暫地恢復了獨立。但是，它在938年被高麗征服，並於1105年被正式吞併。但是，該王國一直保持地方自治權，直到1404年朝鮮太宗將其置於牢固的中央控制之下。耽羅歷史晚期曾發生反蒙古管治的三別抄起義，但於1274年被蒙古-高麗聯軍平定（後蒙古人在島上成立耽羅軍民總管府）。

### 日本佔領
1910年，日本吞併了包括濟州島在內的朝鮮半島，給島民帶來了一段艱難和匱乏的時期，其中許多人被迫前往朝鮮半島或日本工作。在此期間，濟州島居民活躍於朝鮮獨立運動。

### 獨立後

#### 濟州島四三事件
1948年4月3日，在一場美国為控制朝鮮而進行的意識形態鬥爭以及島民對地方當局的種種不滿情緒的背景下，島上許多同情共產主義者襲擊了警察局和政府機關。政府殘酷且經常不加選擇地鎮壓左派叛亂，導致成千上萬的村民和共產主義激進分子死亡，並拘留了成千上萬的島民，起義已成為濟州脫離朝鮮半島獨立的標誌。 

## 文化

### 語言
濟州語是濟州人的母語，聯合國教科文組織將其列為“嚴重瀕危”語言。大多數濟州語使用者均為老年人，年輕的一代傾向於說標準朝鮮語。年輕一代由於韓國政府的教育制度不允許濟州語學校使用標準韓國語，特別是在獨裁時期（如李承晚、朴正熙、全斗煥），一直壓制濟州語的使用。
在韓國，儘管與韓國標準語之間的相互理解程度較低，但濟州語通常被認為是朝鮮語方言。

### 宗教
朝鮮巫教是濟州島的本土宗教，其教義與儒家和佛教相融合，濟州島也是朝鮮巫教保留得最完整的地區之一。濟州島上的其他宗教包括佛教和基督教。